# Aeródromo Punta Catalina
El Aeródromo Punta Catalina (OACI: SCPX) es un terminal aéreo ubicado cerca de Punta Arenas, en la Provincia de Tierra del Fuego, Región de Magallanes y de la Antártica Chilena, Chile. Es de propiedad pública.